# Xe tuần lộc

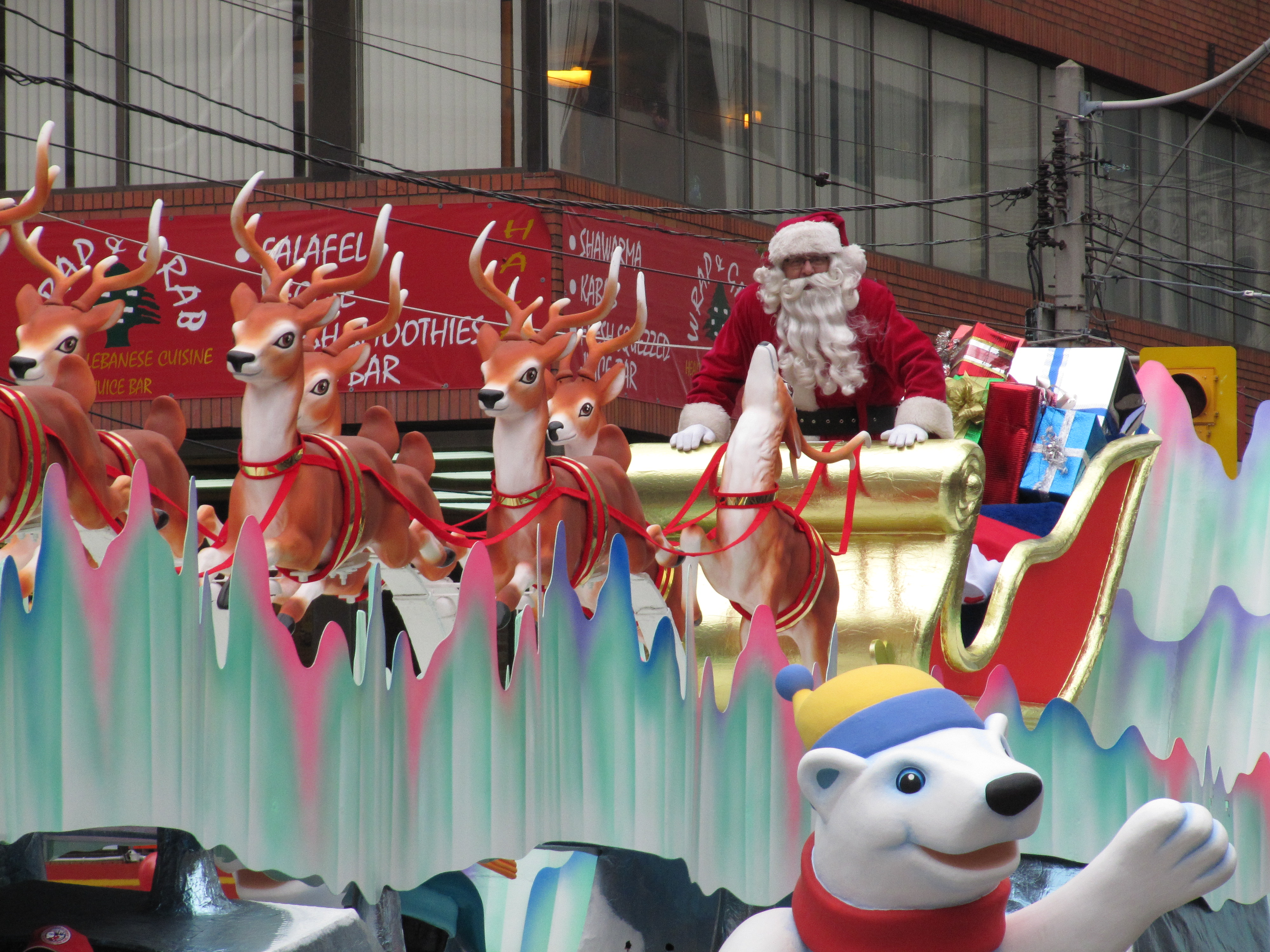
Đoàn xe tuần lộc của ông già Noel

Xe tuần lộc là cỗ xe do chín con tuần lộc kéo để chở ông già Noel đi phát quà trong dịp Giáng sinh. Cỗ xe này có thể bay lên trời một cách thần kỳ giúp cho ông già Noel có thể bay tới và phát quà cho các trẻ em từng nhà trong dịp đêm Giáng sinh. Xe tuần lộc là phương tiện và hình ảnh gắn liền với Giáng sinh và ông già Noel.

## Tổng quan
Nguồn gốc câu chuyện về đàn tuần lộc kéo xe của ông già tuyết ra đời từ bài thơ The Night Before Christmas của Clement C. Moore năm 1823. Theo đó, ban đầu, cỗ xe bay của ông già Noel gồm có 8 chú tuần lộc, xếp thành 2 hàng là Dasher, Dancer, Prancer, Vixen, Comet, Cupid, Donder và Blitzen. Trong đó, tên của 2 chú Donder, Blitzen xuất phát từ tiếng Đức, có nghĩa là sấm chớp và tia sét. Đến năm 1939, trong những bài thơ Giáng sinh của Robert L. May thì hình ảnh chú tuần lộc mũi đỏ Rudolph bắt đầu xuất hiện do đó đoàn xe tuần lộc của ông già Noel có 9 thành viên do chú tuần lộc mũi đỏ dẫn đường.
Theo nhiều quan điểm tôn giáo, sở dĩ đàn tuần lộc này có khả năng bay được là nhờ Santa Claus đã tình cờ tìm thấy và cho chúng ăn bột ngô và yến mạch thần kỳ. Đặc biệt, trong văn hóa dân gian, chiếc sừng của tuần lộc có khả năng bắt, thu nhận tất cả những giấc mơ, nguyện vọng của trẻ em trên toàn thế giới, do đó ông già Noel đã quyết định chọn loài sinh vật này làm phương tiện di chuyển của mình.
Những hình ảnh tượng trưng về đoàn tuần lộc của ông già Noel đều thấy có sự xuất hiện của nhiều nhánh sừng trên đầu. Theo nghiên cứu, những con tuần lộc đực thường rụng sừng vào mùa đông trong khi những con cái thì không như vậy. Do đó, khả năng cao những con tuần lộc trong đoàn kéo của ông già Noel đều là những con cái.